# Joaquín Casariego
Joaquín Casariego Ramírez (Santa Cruz de Tenerife, 1948-Tafira, Las Palmas de Gran Canaria, 18 de enero de 2016) fue un arquitecto, urbanista y catedrático universitario español.

## Biografía
Natural de Tenerife, se incorporó como profesor en la Escuela de Arquitectura (ETSA) de la Universidada de Las Palmas (ULPGC) en 1977. Ocupó la dirección de la Escuela cuatro años (1987-1991), tiempo en el que también se doctoró en el Reino Unido bajo la dirección del profesor John F. Turner. Antes, en 1984, fundó junto a su pareja, la también arquitecta Elsa Guerra, el Estudio Casariego/Guerra Arquitectos, desde el que desarrolló su obra como urbanista y arquitecto. En 1994 tuvo ocasión de acudir como profesor visitante a Harvard, con el profesor Peter G. Rowe (Graduate School of Design). Regresó allí en dos ocasiones más, 1995 y 2000. También fue profesor visitante en la Universidad Metropolitana de Caracas (2001-2002 y 2004), en Frankfurt del Main y en la Universidad de Pensilvania (2010). En 2011 lo fue en la española Universidad Europea de Madrid.
Más allá del espacio académico, desde el estudio que compartía con su esposa Elsa, desplegó sus trabajos en el ámbito de la arquitectura y el urbanismo. Así, Casariego y Guerra trabajaron con el proyecto de Abalos & Herreros (Iñaki Ábalos y Juan Herreros) en la Torre Woermann y el conjunto de la plaza que la rodea, en el istmo de La Isleta, un rascacielos de Las Palmas (2005), cuyo diseño, ejecución y proceso fue expuesto en 2006 en el MoMA de Nueva York con ocasión de la muestra On-Site. New Architecture in Spain; en la remodelación del antiguo Hospital de San Martín en centro de arte contemporáneo, con la arquitecta Noemí Tejera y en el Plan de Ordenación Urbana de San Cristóbal de La Laguna, entre muchos otros.
Concibió el urbanismo «como ámbito reflexivo y de actuación indisociable de la arquitectura». Trazó distintos proyectos, entre los que destaca el planeamiento de la capital de Vietnam, Ciudad Ho Chi Minh, que fue uno de los proyectos finalistas en 2008. También fue autor de varios libros, en especial centrados en el urbanismo, como Las Palmas: dependencia, marginalidad y autoconstrucción (1987), Environments of Opportunity: Redevopment on the waterfront of Las Palmas, (Harvard, 2001); La construcción del espacio turístico (2002) o El Proyecto Aaiún. La estructura del espacio urbano en la colonización española del Sahara (2015).